# Laurin & Klement MK6

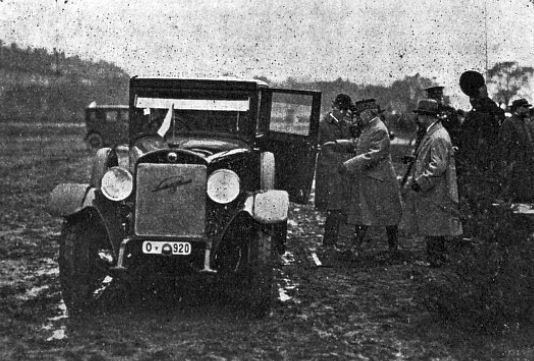
Laurin & Klement MK 6

Der Laurin & Klement MK6, auch Typ 445 oder Typ 450 genannt, war das erste Automobil dieses Herstellers mit Schiebermotor nach dem System Knight. Es kam 1920 mit individuell nach Kundenwunsch entworfenen 4 - 6-sitzigen Karosserien in Holz-/Stahlgemischtbauweise heraus.

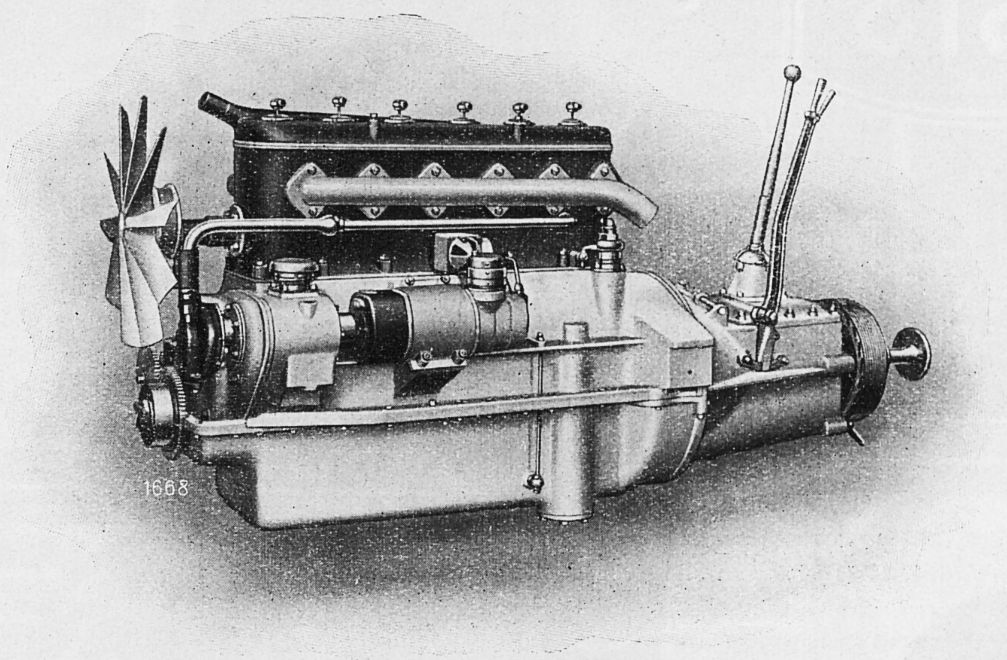
Laurin & Klement MK6 (motor)

Der wassergekühlte, schiebergesteuerte Sechszylinder-Viertakt-Motor hatte einen Hubraum von 4962 cm³ und eine Leistung von 60 PS (44 kW). Er beschleunigte das 1300 kg schwere Fahrzeug bis auf 100 km/h. Über das separate (Typ MK6), bzw. an den Motorblock angeflanschte (Typen 445 und 450), Getriebe und eine Kardanwelle wurde die Antriebskraft an die Hinterräder weitergeleitet. Der Rahmen des Wagens bestand aus genieteten Stahl-U-Profilen.

## Quelle
- Fahrzeughistorie von Skoda.de
- Legenden von Skoda.de